# Gudanarai
Gudanarai ist eine osttimoresische Siedlung im Suco Fadabloco (Verwaltungsamt Remexio, Gemeinde Aileu).

## Geographie
Das Dorf Gudanarai liegt im Südosten der Aldeia Lequiça in einer Meereshöhe von 809 m auf einem Bergrücken. Eine kleine Straße verbindet die Siedlung nach Nordwesten mit dem Dorf Tatahahi. Im Süden schwenkt die Straße nach Westen in den Suco Hautoho zu den Orten Klinkeon und Raemerhei. Östlich verläuft der Fluss Hatomeco und südwestlich der Mailaha. Beide Flüsse gehören zum System des Nördlichen Laclós.